# Louis Agassiz Fuertes
Louis Agassiz Fuertes (Ithaca, 7 febbraio 1874 – 1927) è stato un ornitologo e illustratore statunitense.

## Biografia
Fuertes decise di dedicarsi all'illustrazione degli uccelli dopo l'incontro con il naturalista Elliott Coues (1842-1899) nel 1894. Con lo scopo di disegnare uccelli viaggiò in numerosi paesi, come il Canada, il Messico, la Giamaica e l'Etiopia a fianco di Wilfred Hudson Osgood (1875-1947). Nel 1899, accompagnò Edward Henry Harriman (1848-1909) durante la sua famosa spedizione lungo le coste dell'Alaska.
A partire dal 1923, tenne corsi di ornitologia alla Cornell University. La biblioteca di questa università conserva numerosi disegni di Fuertes, nonché la sua corrispondenza.
Morì nel 1927, ucciso da un treno che distrusse l'automobile in cui egli si trovava, essendo rimasto intrappolato in un passaggio a livello.